# エドゥアール・スパック

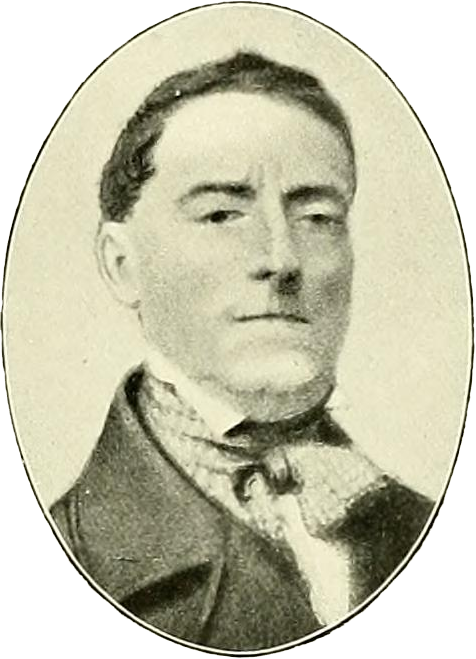
エドゥアール・スパック

エドゥアール・スパック（Édouard Spach、1801年11月26日 - 1879年5月18日）はフランスの植物学者である。

## 生涯
ストラスブールで商人の息子に生まれた。1824年にパリに出て、ルネ・デフォンテーヌやアントワーヌ・ローラン・ド・ジュシューのもとで植物学を学んだ。植物学者、シャルル＝フランソワ・ブリシュー・ド・ミルベル（Charles-François Brisseau de Mirbel）に雇われ、ミルベルがパリ自然史博物館の教授になると、自然史博物館で働いた。1854年に没したシャルル・ゴーディショー＝ボープレの後任として、植物収蔵室の学芸員を務め、博物館の標本の分類・同定に専念した。
多くのモノグラフを著し、"Histoire naturelle des végétaux. Phanérogames"（「植物の自然史：種子植物」14巻および地図, Roret, Paris, 1834–1848）などで知られる。イポリト・フランソワ・ジョベールと共著で"Illustrationes plantarum orientalium" (「東洋の植物図」; 5巻, Roret, Paris, 1842–1857)を出版した。
キントラノオ科の属名、Spacheaに献名されている。